# Bagrichthys micranodus
Bagrichthys micranodus är en fiskart som beskrevs av Roberts, 1989. Bagrichthys micranodus ingår i släktet Bagrichthys och familjen Bagridae. Inga underarter finns listade.